# 2011年の自転車競技
2011年の自転車競技（2011ねんのじてんしゃきょうぎ）では2011年の自転車競技について記述する。

## 東日本大震災の影響
- 日本自転車競技連盟
  - 3月16日、4月3日開催予定のチャレンジサイクルロードレース大会[1]及び全国高等学校選抜自転車競技大会[2]の開催中止を決めた。
  - 3月30日、当年5月15日から22日まで開催予定だったツアー・オブ・ジャパンの中止を発表[3]。
  - 阿部道・日本代表監督が家族と連絡が取れないことを理由に、3月23日開幕のトラックレース世界選手権の指揮を辞退。吉井功治・強化コーチが同代行を務めた[4]。その後阿部監督は、震災にかかる精神的負担を理由に、3月末日をもって退任した[5]。
- 競輪
  - 3月12日より3月31日まで全国で全ての開催を中止。
  - 4月以降は1日より開催する豊橋と福井から東海以西の西日本地区で「東北地方太平洋沖地震被災地支援競輪」として順次開催を再開。東日本地区は引き続き開催を中止するが、函館競輪場では4月に予定していたナイター開催を昼間開催に変更して開催[6]。
  - 川崎記念競輪（GIII、4月16日〜19日開催予定）は中止[7]。4月6日、代替扱いとして、同じ開催日程で岸和田競輪場において、『がんばろう日本GIII in岸和田』としてGIII開催が行われることになった。なお出場予定選手は、当初川崎記念に斡旋予定だった選手をそのままスライドさせる[8]。
  - 西武園記念（4月23日〜26日開催）も当初開催中止としていたが[9]4月8日に撤回し、『東日本大震災被災地支援競輪「がんばろう日本（GIII）in西武園」』として開催することが決まった[10]。
  - 4月15日にJKAは、斡旋確保が困難になったとして、当年の外国人短期登録選手の来日を中止することを決定[11]。
  - 電力事情に配慮して昼間開催に変更していた競輪場のうち、川崎競輪場は5月21日を初日とするF1開催から、京王閣競輪場は5月27日を初日とするF2開催からナイター開催を再開すると発表[12]。ともに減灯などの節電対策を講じ、電力消費量を25%以上抑えて開催する。
  - その他経緯については以下を参照。
    - 2011年の自転車競技#3月
    - 2011年の自転車競技#4月
- 3月15日時点で全国競輪施行者協議会が調査[13]したところによると、競輪場や場外発売所の被害は以下の通り。
  - いわき平競輪場
    - バンクに多数の亀裂が生じ、メインスタンドのガラスが破損。
    - その後、5月までの全日程及び6月1日から3日まで開催を中止。
    - 6月20日が初日の開催（ナイター開催）より再開予定[14]。

  - 取手競輪場
    - バンクの一部に亀裂が生じ、場内の壁に損傷が見つかった。
    - 3月25日、「バンクは補修することで使用できる状態であるが、メーンスタンドと第2特観席が危険と建築士に判断された」ため、6月までの開催中止を決定[15]。
    - 5月23日、6月30日開幕の寛仁親王牌（弥彦競輪場）より場外発売の再開を行うと発表したが、本場開催については7月も全日程の中止が決まった[16]。
    - 6月21日、8月12日〜14日に予定されていた開催を中止することを決定。これにより、GIIIの代替開催を9月17日〜20日まで、FIの代替開催を8月24日〜26日まで、それぞれ松戸競輪場で行うことを決定[17]。

  - 松戸競輪場
    - スプリンクラー故障と選手宿舎の水道管が破裂して浴室などが使用不能。

  - 大宮競輪場
    - バンクの一部に亀裂が発生。

  - サテライトかしま（福島県南相馬市）・サテライト宮城（宮城県柴田郡）・サテライト大和（宮城県黒川郡）：被害状況を含めてまったく連絡が取れない状態。
- 日本競輪学校の第100回生徒卒業記念レースは当初伊東温泉競輪場で開催予定だったが、会場を競輪学校の400mピストに変更した。
- 被災地に所在する競輪場の一部では、被災者の受け入れなどに使用された。
  - いわき平競輪場：3月13日よりいわき市災害対策本部の緊急生活物資の受け入れ先として機能[18]。
  - 千葉競輪場：3月21日より、選手宿舎に被災者を受け入れ[19]。
  - 取手競輪場：選手宿舎で避難者を受け入れ[20]。

## 競輪システム障害問題

### 当日開催場の状況
12月7日、車両情報センターのシステム障害により、下記の通り、当日開催中ないし予定の全場で、開催が途中打ち切りないし全レース中止となる事態が発生した。
- 前橋競輪場 - 初日(FI) 7レース以降

- 立川競輪場 - 最終日(FI) 8レース以降

- 静岡競輪場 - 最終日(FI) 7レース以降

- 松阪競輪場 - 最終日(FI) 6レース以降

- 奈良競輪場 - 初日(FI) 7レース以降

- 高松競輪場 - 2日目(FI) 7レース以降

- 熊本競輪場 - 初日(FI) 7レース以降

- 大宮競輪場 - 最終日(FII) 9レース以降

- 千葉競輪場 - 最終日(FII) 7レース以降

- 川崎競輪場 - 最終日(FII) 7レース以降

- 大垣競輪場 - 最終日(FII) 6レース以降

- 福井競輪場 - 最終日(FII) 8レース以降

- 防府競輪場 - 初日(FII) 6レース以降

- 松山競輪場 - 初日(ナイター開催、FII) 中止・順延

- 武雄競輪場 - 最終日(FII) 6レース以降

なお、最終日となっていた場は全て決勝戦を行うことができなかった。

### 原因
競輪場及び場外で発売された票数は、車両情報センターにある票数中継システムにて集計し合算しているが、当日、票数集計システムの不具合により、集計処理等が遅延し、最終的に発売を続行することができなくなった。障害発生が生じた時刻は午前10時40分頃と見られ、各場で各レース終了後の払戻金の表示やオッズ表示が大幅に遅れ始めた。午前11時55分には、開催中の川崎競輪場からJKAに第一報が入ったが、修復できずその後もシステム障害が続いたため、午後3時過ぎにすべての開催を中止順延した。なお、票数集計システムの不具合は解消され、翌8日の開催は実施される見通しとなったが、北陸銀行及び高知銀行についてはシステム障害の影響が残っているため、当該利用者は終日、インターネット投票を含めた電話投票を利用することができない。

### 当日の動向
立川競輪場では7レース後に払い戻しができなくなり、約200名ほどの観客が、「いつまで待たせるんだ！」などと言って関係者に詰め寄った。熊本競輪場では払い戻しができない事態に怒った約30人の観客が抗議し、警察官が出動する騒ぎになった。また、関係者の試算によると、開催途中打ち切り等により被った損失額は約10億円程度に上ると見られている。

### 結論
車両情報センターは12月16日、発生原因及び今後の対応について、次の通りまとめた。
原因
『当日は、開催場数15場、延べ売場数（本場、電話投票、場外場等）194場と、最近では最大規模の発売状況でした。このため、各売場からの票数等を集計する票数中継システムの負荷が増大し、当該システムの票数集計処理等が間に合わず、大幅な遅延が生じたものです。この結果、レースの発走等が大幅に遅れ、最終的に中止に至りました。』
対応
『大規模な発売状況においても、当該システムが円滑に処理できるように対策を講じました。』
つまりは、集中開催及び、それに関連する発売過多に原因があったと見られる。

## できごと

### 1月
- 4日
  - ベルギー王国自転車競技連盟(KBWB)は、過日ESP陽性が発覚したロイ・センチェンスに対し、2年間の出場停止及び10000ユーロの罰金を命じた[27]。
  - プロ選手連盟(CPA)会長のジャンニ・ブーニョは、フランコ・ペッリツォッティとダニーロ・ディルーカが、国際自転車競技連合(UCI)が下したバイオロジカル・パスポートに基づく裁定により、受け入れ先チームや、過重な罰金の支払いに苦悩している現状を踏まえ、UCIがバイオロジカル・パスポートを用いて独自に裁定を下す姿勢を改めるべきだ、と表明[28]。
- 6日
  - フランコ・ペッリツォッティは、UCIのバイオロジカル・パスポートで多大な被害を被ったとして、スポーツ仲裁裁判所(CAS)へ上訴する構え[29]。
  - フランス自転車競技連盟(FFC)は、同国政府から求められていたロードレース大会における警備費の大幅増大についての事項について、2014年まで前年対比15％以上の増大にならないようにすることで、同国政府と合意[30]。
- 7日
  - UCIと国際アンチドーピング機構(WADA)は、ドーピング陽性につき出場停止期間中ながらも、その裁定を不服として、ブリュッセル裁判所に異議申し立てを行って係争中のイルヨ・カイセが、当年のロッテルダム6日間レースに出場することに対して、主催者側と独自に出場契約を結んでいることや、ベルギー国内における係争事項であり、国際法の適用にはあたらないとして、出場容認の見解を述べた[31]。
  - スイス連邦裁判所は、アレハンドロ・バルベルデの、CASに対する提訴を再度却下[32]。
- 9日
  - スペイン自転車競技連盟は、アルベルト・コンタドールの件について、UCIとWADAに対し、係争期間の短縮の意味合いも含め、共同で裁定にあたれないかと打診。これに対しUCIは、今月23、24日頃までに結論付けると表明。一方、WADAは現時点では態度を明らかにしていない[33]。
- 11日
  - ロードレースチームの監督を務めたことがあるポール・キメージュは、フロイド・ランディスが、2001年のツール・ド・スイスにおいてランス・アームストロングにEPO陽性反応が出ながらも、USポスタルがUCIとの共謀により隠蔽したとの話を過日証言したことについて、UCIに質問状を提出[34]。
  - シリル・デセル（AG2R）が、急性前立腺炎により、ツール・ド・サンルイスを欠場。45日以上の休養が必要[35]。
- 12日
  - 当年のブエルタ・ア・エスパーニャのコースが発表される[36]。
- 13日
  - 2010年競輪最優秀選手に村上博幸が選出された[37]。
  - イルヨ・カイセが、出場が予定されていたブレーメン6日間レースを欠場。主催者側がカイセの出場を快く思わなかったことも要因として挙げられている[38]。
- 14日
  - 日本競輪学校第101回生徒入学試験合格発表が行われ、2010年バンクーバーオリンピック、スピードスケート代表の小原唯志、同ショートトラック代表の吉澤純平ら30名がいずれも技能試験で、元阪神タイガース投手の伊代野貴照ら6名が適性試験でそれぞれ合格した[39]。
  - 1レース発走が21時17分、最終7レース発走が23時17分で、無観客レースのミッドナイト競輪が小倉競輪場で始まる。
- 17日
  - プロフェッショナル・サイクリングチーム協会 (AIGCP) はUCIに対し、コンチネンタルサーキットのHC及び1のカテゴリレースにおける、無線使用の禁止撤回を求める意見書を提出[40]。
- 19日
  - ブエルタ・ア・メキシコにおけるドーピング検査において、フィリップ・ニールセン（デンマーク）に、Bサンプルでもクレンブテロールの陽性反応が出る[41]。
  - スポーツ・イラストレイテッドが1月24日号[42]で、フロイド・ランディスとステファン・スチュアートの証言に基づき、ランス・アームストロングがヤロスラフ・ポポヴィッチと共謀して、イタリアで長年に亘ってドーピング行為を行っていたとされる5700文字以上からなる文書を入手したことや、アンチドーピングの権威である、ドン・キャトリン博士の調べによると、アームストロングの尿から、テストステロン及びエピテストステロンの異常値が出ていたとする詳細なレポートを入手し公表[43]。この記事に対し、アームストングは事実無根であると否定[44]。ポポヴィッチも同様に否定した[45]。一方、キャトリンは、同記事についてのコメントを差し控えた[46]。
  - スペイン自転車競技連盟は、アルベルト・コンタドールの裁定について、遅くとも2月15日頃までに結論づけたいと公表[47]。
- 20日
  - ツール・ド・フランスに招待する22チームが発表され、UCIプロチーム18に加え、コフィディス、ソル・ソジャスュン、FDJ、ヨーロッパカーの4チームがワイルドカード枠を得る[48]。これにより、2008年の同レース総合優勝者であるカルロス・サストレ（ジェオックス - TMC）は参加できなくなった[49]。またこれに関連して、同レース責任者であるクリスティアン・プリュドムは、ワイルドカード枠の4チーム選出についての正当性を示した[50]。
- 21日
  - CPA会長・ジャンニ・ブーニョは、UCIに文書で無線の取り扱いについての会合を要求[51]。
- 22日
  - UCIトラックワールドカップ2010-2011・第三戦 北京大会男子ケイリンで、浅井康太(シクロ・チャンネル・トウキョウ)が3位に入った[52]。
  - マスターズ・シクロクロス世界選手権、女子40歳～49歳の部で、荻島美香が優勝。
- 23日
  - ツアー・ダウンアンダー最終日が行われ、キャメロン・マイヤー（ガーミン・サーヴェロ）が総合優勝を決めた[53]。
  - シクロクロスワールドカップ最終戦が行われ、男子はニールス・アルベルト（ベルギー）、女子はサンヌ・ファン・パーセン（オランダ）が総合優勝を決めた。
- 26日
  - 同日付のエル・パイス紙は、スペイン自転車競技連盟（RFEC）のアルベルト・コンタドールへの裁定は、当年1月28日、パルマ・デ・マヨルカのホテル・サン・ネット（Hotel Son Net）において、サクソ・バンク - サンガードのGM、ビャルヌ・リースが同席した上で行われ、10日間の裁定不服申し立て期間を置いた上、当年2月9日に決定すると見られると述べた。また同紙は、RFECが水面下でコンタドールに対し、1年間の出場停止を提示したと見られている、とも述べている[54]。
  - JKAは、未定状態のままだった当年の高松宮記念杯競輪の開催について、日程は当初の予定通り6月2日から5日までの4日間開催とし、開催場を前橋競輪場とすることを公表。また、2012年度における特別競輪（GP、GI、GII）について、SSカップみのり、SSシリーズ風光る、東西王座戦をそれぞれ廃止し、加えて共同通信社杯競輪を4月開催の年1回開催（これにより事実上、共同通信社杯秋本番は廃止）とすることを決定。さらに、全日本選抜競輪の開催時期を、2月に繰り上げることになったため、2012年は、同大会の開催は行われないことになった[55]。
  - またJKAは、当年12月27日より、S級S班の人員を従前の18名から9名に削減することも併せて公表した[56]。
  - 経済産業省は、競輪事業のあり方を検討する産業構造審議会（経産相の諮問機関）車両競技分科会の小委員会で、コスト削減などの対策を取らなければ、2016年度には全国にある46競輪場全ての収支が赤字になるとの試算を明らかにした。今後売り上げ増進策などについて検討を進め、当年3月23日の会合で改革のたたき台を示す見通し[57]。
- 27日
  - 小倉競輪場で発売されているチャリロトで、1口＝4億29万1940円の的中配当が出た[58]。
- 28日
  - スペイン自転車競技連会長、フアン・カルロス・カスターニョは同国のラジオ番組において、アルベルト・コンタドールに1年間の出場停止処分を提示したことを表明。また、前年のツール・ド・フランス総合優勝の記録も剥奪されるとの見通しにも言及した[59]。
  - UCIは、過日プロフェッショナル・サイクリングチーム協会 (AIGCP)やプロ選手連盟(CPA)から、レース中の無線使用禁止撤回の要望があるにもかかわらず、使用禁止レースを拡大する方向で進める意向を示した[60]。
- 30日
  - シクロクロス世界選手権において、男子エリートはズデネク・シュティバル（チェコ）が2連覇、女子エリートはマリアンヌ・フォス（オランダ）が史上初となる3連覇をそれぞれ達成。

### 2月
- 1日
  - グレーム・オブリーが、2011年1月31日付のスコティッシュ・サン紙上で、自らが同性愛者（ゲイ）であるがゆえに、双極性障害に苦しめられていたことを告白した[61]。
- 3日
  - 千葉競輪場におけるチャリロトで、1口＝7228万6800円の的中が出た[62]。
- 4日
  - オーストリア自転車競技連盟は、前年9月のトラックレース国内選手権終了後、テストステロン陽性が確認されたとして、ダニエル・バルダウフに2年間の出場停止処分を下した[63]。
  - カハ・ルラルの選手4人が、マリョルカ島における山岳トレーニングの最中、カーブを曲がりきれずに転倒する事故が発生。部分的に残っていた氷結箇所が原因でタイヤが滑ったものと考えられている[64]。
- 5日
  - 当年シーズンよりチーム・カチューシャ入りが決定したダニーロ・ディルーカがこれまで支払った罰金額は173600ユーロとなり、これに加えて2月11日までにあと8000ユーロが支払われる見通しであることから、UCIはディルーカのレース復帰を正式に認めた[65]。
  - アルベルト・コンタドールは、世界アンチドーピング機構(WADA)のドーピング裁定基準は、科学の進歩に相反した、時代にそぐわないものだとして批判した[66]。
- 6日
  - 東西王座戦決勝戦が豊橋競輪場で行われ、東日本王座決定戦は武田豊樹が連覇を達成[67]、西日本王座決定戦は村上博幸が優勝した[68]。
- 7日
  - イタリアオリンピック委員会は、ロレンツォ・ベルヌッチ並びにその一家に対し、3年から5年間の出場停止処分を下した。ロレンツォは2016年2月6日までの5年間[69]。
  - 2年前に引退したマニュス・バクステットが現役復帰表明[70]。
  - チャレンジ・ブエルタ・ア・マリョルカに参加中のレオパード・トレックのファビアン・ヴェークマンとブルーノ・ピレスの2人がトレーニング中に、突然走行してきた車と衝突。幸い2人とも軽傷の見通しだが、8日行われたトロフェオ・インカの出場を見合わせた[71]。
- 8日
  - UCIは、ロードレースにおける無線使用禁止を、当年シーズンはUCIコンチネンタルサーキットのHCカテゴリまで広げる意向を示し、過日より撤回を求めているAIGCPの主張を退ける見通し。また2012年シーズンからは、UCIワールドツアーにも広げたいとしている[72]。
  - 2012年に開催される、ロンドンオリンピックの個人ロードレースのコース図が発表される[73]。
  - イタリア警察当局は、リカルド・リッコに血液ドーピングの疑いがあるとして捜査する意向[74]。
- 11日
  - テストステロン及びクレンブテロールの陽性反応が確認されたマイケル・ディーン・ペッパー（南アフリカ共和国）に対し、南アフリカドラッグ・フリー・スポート研究所は、3年間の出場停止処分を下した[75]。
  - スペイン自転車競技連盟より1年間の出場停止の内示を受けているアルベルト・コンタドールに対し、ホセ・ルイス・ロドリゲス・サパテロ首相が公式記者会見で、無罪であることを確信していると表明。また、次週早々には、スペイン自転車競技連盟より裁定が下される見通し[76]。
  - 前年12月29日、出身地のコスタリカでトレーニング中に強盗団の襲撃[77] に遭い、一時は生死を彷徨うほどの重体となったアンドレイ・アマドールが、チャレンジ・ブエルタ・ア・マリョルカで復帰を果たした[78]。
  - ヴァカンソレイユ・DCMは、リカルド・リッコにチームとして出場停止に処することを決めた[79]。
- 14日
  - 第31回アジア自転車競技選手権大会、トラックレース最終日が行われ、男子ケイリンで浅井康太[80]が、男子スプリントで北津留翼[81]がそれぞれ優勝。また、男子ジュニアは計4つの金メダルを獲得した。
  - エル・パイス紙は、アルベルト・コンタドールに出場停止の処分が下されないとする記事を掲載した[82]。
- 15日
  - スペイン自転車競技連盟は、アルベルト・コンタドールの裁定不服申し立てを踏まえ、当初提示していた1年間の出場停止を撤回し、不問に処すことを決した。この裁定を受けコンタドールは、翌16日開幕のヴォルタ・アン・アルガルヴェに出場する予定[83]。
  - リカルド・リッコが心肺感染症により、重篤な状態である模様[84]。その後、18日に退院したが、その後も加療が必要とのこと[85]。
- 16日
  - ランス・アームストロングが現役引退[86]。
  - ツアー・オブ・オマーンを視察中のUCI会長、パット・マッケイドは、アルベルト・コンタドールに対するスペイン自転車競技連盟の裁定について批判の意を示し、また後日スポーツ仲裁裁判所(CAS)を通じ、世界アンチドーピング機構(WADA)とともに経緯について質す構えも示した[87]。
- 17日
  - スペイン食肉生産協会は、過日アルベルト・コンタドールが食したスペイン産牛肉にクレンブテロールが混在していた旨の話を行っていたことに対し、2010年に14179箇所を調査したが、そのような事実はないと表明[88]。
- 18日
  - UCIは、ドーピング陽性反応により現在出場保留中のエセキエル・モスケラと、新たにドーピング疑惑が浮上しているリカルド・リッコが所属しているヴァカンソレイユ・DCMに対し、UCIプロチームライセンスの取り消しを検討している旨を明らかにした[89]。
- 19日
  - 第31回アジア自転車競技選手権大会・男子個人ロードレースが行われ、新城幸也が優勝[90]。
  - フランスのアンチドーピング研究の第一人者であるジェラール・ディヌ教授が、アルベルト・コンタドールのドーピング陽性対象サンプルについて、再分析を行うよう促した[91]。
  - シャビエル・トンド（チーム・モビスター）に対し、過日ジローナで、EPO、ナンドロロン、クレンブテロールなどのドーピング対象薬品を不当廉売していた容疑で逮捕された7人の容疑者[92]から、特別価格で販売する旨のメールの送信記録をカタルーニャ警察が割り出したことで、近く捜査が入る見通し[93]。
  - マウリツィオ・ビオンドが、CERAの使用歴を認めた[94]。
  - ヴァカンソレイユ・DCMは、ドーピング陽性反応が出ているエセキエル・モスケラに対し、その解明がなされていないことを理由に引き続き出場保留とする旨を表明[95]。
- 23日
  - ヴァカンソレイユ・DCMは、リカルド・リッコとの契約を、当年3月31日限りで解消することを決めた[96]。
- 24日
  - 外国人選手の競輪短期登録制度における、当年参加選手が決まる[97]。
- 25日
  - 日本競輪学校女子第1期生の合格発表が行われた。合格者は36名で、最高齢合格者は48歳の高松美代子。また、渡邊ゆかり（スピードスケート）、岡村育子（ホッケー）の2人の五輪出場経験者も合格[98]。
  - ドーピング関与の疑いが持たれながら、現在も一貫して否定し続けている元ロードレース選手のゲオルク・トチュニヒが、2005年のツール・ド・フランス開催期間中に、輸血ドーピングを行っていたことを告発される[99]。
- 27日
  - クールネ〜ブリュッセル〜クールネで、エドヴィヒ・カマールツ、アルノー・コワイオ、ラスムス・ナヴァルダウスカス、アルノー・ファン・フルンの4選手が、踏み切りの警告を無視して走行したとみなされ、コミセールからレース除外を受けた[100]。
- 28日
  - 向日町競輪場検討委員会の田中敦仁委員長は、山田啓二京都府知事に、廃止妥当とする報告書を提出[101]。

### 3月
- 1日
  - 当年1月に開催されたツール・ド・サンルイスの総合優勝者、マルコ・アリアガーダ（チリ）にアナボリック系物質の陽性反応が確認された[102]。
- 4日
  - 2007年のパリ〜ルーベ・ジュニア部門優勝者のファビアン・テユフェルが、「Medi14」と呼ばれるドーピング薬品を1ダース保持していたとして、ブルターニュで逮捕される[103]。取調で、テユフェルは自供した[104]。
  - 国際プロフェッショナルサイクリンググループ協会(AIGCP)は、当年5月1日までに無線禁止撤回がなされない場合は、強行な手段に出ることを示唆する文書をUCIに提出[105]。
- 5日
  - UCIは、アルベルト・コンタドールに対するスペイン自転車競技連盟の裁定に対し、当年3月24日までに自身の結論を下す方向を示す[106]。
- 6日
  - 第64回日本選手権競輪決勝戦が行われ、村上義弘が同大会初優勝、GIとしては7年半振りの優勝を果たした[107]。
- 7日
  - 当年のジロ・デ・イタリアに参加する全23チームが発表される。18のUCIプロチームに加え、アクア・エ・サポーネ、アンドローニ・ジョカットーリ、コルナゴ・CSF、ファルネーゼ・ヴィーニ - ネーリ・ソットーリ、ジェオックス・TMCの計5チームが参加[108]。
- 8日
  - スポーツ仲裁裁判所(CAS)は、UCIのバイオロジカルパスポートを支持し、フランコ・ペッリツォッティに対し、2年間の出場停止処分を下した。出場停止期間は2012年5月まで[109]。
- 11日
  - 東日本大震災が発生し、競輪の開催にも大きな影響が出た。
    - 地震発生時に開催されていた競輪場では、以下の通り。
      - 宇都宮競輪場：第9レース以降を中止し、開催を打ち切り。
      - 川崎競輪場：第10レース以降を中止し、開催を打ち切り。
      - 小倉競輪場：初日を予定していたミッドナイト競輪を開催中止。

    - さらに、12日-14日に予定していた全ての競輪開催を休止した[110][111]。この中には、12日から15日まで開催予定だった玉野競輪場の開設記念(GIII)も含まれていた。
    - なお、13日をもって廃止される予定だった大津びわこ競輪場の開催も打ち切りとなり、結果的に最後の競輪開催となった[112]。

  - 世界アンチ・ドーピング機関(WADA)は、スポーツ仲裁裁判所(CAS)がフランコ・ペッリツオッティとピエトロ・カウッキオーリに対する裁定について賞賛する旨を述べた[113]。
- 12日
  - USAサイクリング（アメリカ自転車競技連盟）は、国内で開催されるレースについては、無線使用を許容することを決めた[114]。
  - 別府史之が参加中のティレーノ〜アドリアティコ第4ステージのスタート前、参加全選手が東北地方太平洋沖地震にかんがみて、黙祷を捧げた[115]。
  - パリ〜ニース第7ステージのゴールまで残り60km地点で、マルテイン・マースカントが転倒し、肋骨7本を骨折する大怪我に見舞われた[116]。
  - 欧州自転車競技連合(UEC)は、UCIの無線使用禁止の方向に同調する方向を示した[117]。
- 13日
  - JKAは、東日本大震災を受け、当月15日以降の開催について、とりあえず、18日までの開催を全て中止にすることを公表した。したがって、16日から18日まで、高知競輪場で開催予定だった第1回日韓対抗戦競輪も開催中止となった[118]。
  - パリ〜ニース最終日が行われ、トニー・マルティンが総合優勝を決めた[119]。
- 14日
  - JKAは、東日本大震災地震を受け、当年3月31日まで、全競輪場における開催を中止することを公表した[120]。これにより、上述の玉野記念の他、岸和田競輪場及び松山競輪場における開設記念なども中止となった。なお、4月以降の開催についてはおって決定される見通し。
- 15日
  - ティレーノ〜アドリアティコ最終日が行われ、カデル・エヴァンスが総合優勝[121]。
  - UCIは、フレーム、フォーク、ホイールについての改正点をまとめ公表[122]。
- 17日
  - 2010年10月にクレンブテロールの陽性反応が確認されていた、MTB選手のルディ・ファン・ハウツに対し、オランダ自転車競技連盟はその事実がないとの判断を下した[123]。
- 18日
  - UCI会長、パット・マッケイドは、無線使用禁止にかかる見解を交えた文書を、全プロロードレーサーに配布[124]。
  - 当年2月20日に行われたグラン・プレミオ・ディ・ルガーノ終了後のドーピング検査において、パトリック・ジンケヴィッツにごく少量のヒト成長ホルモン(HGH)が確認された[125]。
- 19日
  - ミラノ〜サンレモが行われ、マシュー・ゴスが優勝。また同レース開始前、宮澤崇史が参加していたことを受け、東日本大震災を悼んで黙祷が行われた[126]。
- 21日
  - 少なくとも11のチームが、UCIプロチームを離脱し、「スーパープロチーム構想」を描いていることが判明[127]。
- 22日
  - デンマーク自転車競技連盟は、2010年のブエルタ・ア・メキシコ最終ステージ終了後、クレンブテロールの陽性反応が出たフィリップ・ニールセンが不可抗力であると主張していた件で、故意である可能性が高いとの見解を示した[128]。
- 24日
  - トラックレース世界選手権
    - 女子チームスプリントが行われ、アンナ・メアーズとカーリー・マカラクのオーストラリアコンビが、同種目3連覇を達成[129]。
    - ジャック・ボブリッジ（オーストラリア）が、23日に行われた団体追抜に続いて個人追抜も制し、同大会二冠を達成[130]。

  - UCIは、スポーツ仲裁裁判所(CAS)において、アルベルト・コンタドールに対するスペイン自転車競技連盟の裁定について争う構えを示した[131]。
- 25日
  - 4月以降の競輪の開催について、取手が6月一杯まで開催を中止する他、いわき平、前橋、宇都宮、京王閣、千葉、平塚、小田原の各競輪場も、4月の前後節及び前節の中止を決めた。西日本地区の競輪場については当月28日に開催の可否が決定される見通し[132]。
  - トラックレース世界選手権、男子スプリント決勝が行われ、グレゴリー・ボジェ（フランス）が同種目3連覇を達成[133]。また、23日に行われたチームスプリントでの優勝と併せて二冠を達成した。
  - CASは、アルベルト・コンタドールにかかる裁定について、当年のツール・ド・フランス2011|ツール・ド・フランス前までに間に合わないかもしれない、とする見通しを示した[134]。
- 26日
  - トラックレース世界選手権、女子スプリントが行われ、アンナ・メアーズが準決勝で同種目4連覇中のヴィクトリア・ペンドルトン（イギリス）を2-1で破り、決勝でもシモーナ・クルペツカイテー（リトアニア）を2-0で下した[135]。
- 27日
  - トラックレース世界選手権、女子ケイリンでアンナ・メアーズが優勝し、チームスプリント、スプリントに続き、同大会の三冠を達成[136]。
  - カタルーニャ一周最終日が行われ、アルベルト・コンタドールが総合優勝[137]。一方、前日まで同レースで総合2位につけていたリーヴァイ・ライプハイマーが、胃の調子が悪いことを理由に、最終ステージ開始前にリタイアした[138]。
  - ヘント〜ウェヴェルヘムが行われ、トム・ボーネンが優勝[139]。
- 28日
  - JKAは、4月1日から10日までの開催予定を発表した。開催が懸念されていた共同通信社杯春一番（武雄競輪場）は予定通り行われることが決まったが、開催場については、東海、近畿、中四国、九州の各地区のみ[140]。
- 29日
  - アメリカ合衆国アンチドーピング機関(USADA)は、DHEA陽性反応により出場停止中だったトム・ザーベルに対し、当年3月21日で停止期間を解除することを公表[141]。
- 30日
  - 弥彦競輪場で開催予定だった4月の前後節開催は中止となった。また、函館競輪場の4月の前後節開催は、ナイターを昼間開催に切り替えて行われる[142]。
- 31日
  - 下重暁子・JKA会長が当日付で同職を退任[143]。
  - CASは、アルベルト・コンタドールに対する裁定について、当年6月末までに下したい意向を示した[144]。

### 4月
- 1日
  - JKAの新会長に、毎日ビルディング顧問の石黒克巳が就任[145]。
  - 伊東温泉競輪場は、13日から15日まで予定していた開催の中止を決めた。これで北日本・関東・南関東地区における4月中の競輪開催は、15日まで全て中止となった[146]。
  - 競輪の開催が豊橋、福井の両競輪場で再開された。
  - 2012年のジロ・デ・イタリアの第1、2ステージを、デンマークで行うことが確認された[147]。
- 2日
  - パトリック・ジンケヴィッツは、当年のグラン・プレミオ・ディ・ルガーノ終了後に、ヒト成長ホルモンと思われる物質をUCIが確認したという事例に対し、誤った認識だと主張[148]。
- 3日
  - ロンド・ファン・フラーンデレンが行われ、ニック・ニュイエンスが優勝[149]。
  - UCIは、当年のクリテリウム・アンテルナシオナルで総合優勝を果たしたフランク・シュレクが個人タイムトライアルで着用していたジャージが、UCIが定める1.3.033条項に違反している疑いがあるとする、ガゼッタ・デロ・スポルトの報道があったことを踏まえ、調査に乗り出す構え[150]。
- 4日
  - 2011年度競輪イメージキャラクターに、長澤まさみ、オダギリジョー、大森南朋が起用される[151]。
  - ヘイデン・ルールストンが、スペインでトレーニング中に交通事故に遭う[152]。
  - カルステン・クローンが、ロンド・ファン・フラーンデレンにおいて、残り約87km地点で落車し、鎖骨を骨折[153]。
  - 2014年のロードレース世界選手権を、スペインのポンフェラーダで開催することを決定[154]。
- 5日
  - 当年のブエルタ・シクリスタ・デ・チリに参加した、ホセ・メディナ・アンドラーデとアルヘンティーネ・アルフレド・ルセロ（ともにチリ）の2人に、スタノゾロールの陽性反応が確認された[155]。
  - 世界アンチ・ドーピング機関(WADA)のゼネラル・ディレクター、デヴィッド・ハウマンは、ドーピング検査におけるBサンプルを廃止することを提言[156]。
- 6日
  - 競輪の当月16日から22日の開催日程が発表され、16日から19日まで、岸和田競輪場で『がんばろう日本GIII in岸和田』を開催することが決まった[8]。なお、16日から18日まで、ナイター開催を昼間開催に切り替えて行う予定の函館競輪場を除き、北日本、関東、南関東地区における競輪の開催は依然としてなし。
  - 日本自転車競技連盟の新会長に、富原忠夫が就任。任期は2年間[157]。また、中野浩一が同連盟の強化委員長に就任した[158]。
- 7日
  - パトリック・ジンケヴィッツに、Bサンプルでもヒト成長ホルモンの陽性反応が確認される[159]。
  - メチルヘキサナミンの陽性反応が出たことにより、前年10月18日より出場停止処分を受けていたルイ・コスタが、チーム・モビスターと契約を結んだ[160]。
- 8日
  - 競輪の4月23日から29日までの開催日程が発表され、関東、南関東地区における競輪再開は当月23日となった[161]。
    - 当初中止を予定していた西武園競輪場のGIII（記念競輪）開催を『東日本大震災被災地支援競輪「がんばろう日本（GIII）in西武園」』として23日より26日まで実施。
    - 松戸競輪場のFII開催も23日より、当初のナイター開催を昼間開催に切り替えて行われることになった。

  - 2009年アメリカ・マスターズ個人タイムトライアルにおいて、ステロイド使用が確認されたことにより失格となったピーター・キャネルに対し、アメリカ合衆国アンチドーピング機関(USADA)は、2年間の出場停止処分を下した[162]。
- 9日
  - バスク一周最終日の個人タイムトライアルが行われ、前日まで総合2位だったアンドレアス・クレーデンが逆転し、同大会10年ぶりとなる総合優勝を果たした[163]。
  - バスク一周第5ステージを1位で通過したオスカル・フレイレ（ラボバンク）が、ゴール残り200m付近の地点で、チームメイトのルイス・レオン・サンチェスを押圧したとみなされ、47位に降着。フランチェスコ・ガヴァッツィが繰り上がってステージ優勝となった[164]。
- 10日
  - パリ〜ルーベが行われ、ヨハン・ファンスュメレンが優勝[165]。
  - 共同通信社杯春一番決勝戦が行われ、武田豊樹が優勝[166]。
- 16日
  - チームぐるみのドーピング違反の疑いがかけられているとして、マントーヴァ警察が捜査を進められていることに関連して、ランプレ・ISDのチーム・マネジャー、ジュゼッペ・サロンニが同職を辞任する意向を示した[167]。
- 17日
  - アムステルゴールドレースが行われ、フィリップ・ジルベールが大会2連覇を達成[168]。
- 18日
  - マリオ・アールツは、不整脈が続く現状をかんがみ、心臓手術を行うことを決意。手術は当年5月24日に予定されている[169]。
- 20日
  - フレッシュ・ワロンヌが行われ、フィリップ・ジルベールが優勝[170]。
- 22日
  - スポーツ仲裁裁判所(CAS)は、UCIのバイオロジカルパスポートを支持し、出場保留が続いているタデイ・ヴァリャヴェツ（スロベニア）に対し、2011年1月より、2年間の出場停止及び52500ユーロの罰金を下した。なお、UCIから成績保留を受けた2009年4月19日から9月30日までの期間についての処分について取り消すことも併せて下したため、当該期間における成績は有効となった[171]。
- 24日
  - リエージュ〜バストーニュ〜リエージュが行われ、フィリップ・ジルベールが優勝し、2004年のダビデ・レベリン以来となる、アムステルゴールドレース、フレッシュ・ワロンヌ、同レースの同一年度完全制覇（アルダンヌ・クラシック完全制覇）を達成[172]。
- 25日
  - ジェレミ・ロワイがトキソプラズマ症に感染していることが判明[173]。
- 26日
  - 2012年度の特別競輪開催日程が発表される[174]。
  - アンダルシア＝カハ・グラナダは、ダビデ・レベリンの加入が噂されていることについて否定した[175]。
- 27日
  - スポーツ仲裁裁判所(CAS)は、アルベルト・コンタドールに対する裁定を、7月2日開幕のツール・ド・フランス2011|ツール・ド・フランス前に行うことを表明した[176]。
- 29日
  - UCIはスペイン自転車競技連盟に対し、エセキエル・モスケラへ懲戒処分を下すよう求めた[177]。
- 30日
  - ランプレ・ISDの新チーム・マネジャー、ロベルト・ダミアーニは、当年のジロ・デ・イタリア 2011|ジロ・デ・イタリアに参加するメンバーに、「マントーヴァ・ドーピング」の疑いがある選手はいないと、就任記者会見で述べた[178]。

### 5月
- 1日
  - ツール・ド・ロマンディ最終日が行われ、カデル・エヴァンスが5年ぶり2度目の総合優勝を決めた[179]。
- 3日
  - イタリアオリンピック委員会は、当年4月10日に行われたジロ・デッラッペンニーノに参加したパスクアーレ・ムトにEPO陽性反応が出たことを公表[180]。
- 4日
  - UCIはドーピング撲滅対策として、チーム担当医師からUCIへ書面での届出がない限り、ビタミンなどの栄養剤注射を禁止することを定めた[181]。
- 5日
  - 当年が最後の開催となったSSシリーズ風光る決勝戦が行われ、写真判定の結果、成田和也が優勝[182]。
  - ブリュッセル裁判所は、スポーツ仲裁裁判所(CAS)のイルヨ・カイセへの2年間の出場停止裁定を支持し、2012年1月27日までの処分を下した[183]。
- 10日
  - ワウテル・ウェイラントが所属していたレオパルド・トレックは、第4ステージ以降もジロ・デ・イタリアでのレースを継続することを決意[184]。なお、当日のジロ・デ・イタリア第4ステージは、前日行われた第3ステージで他界したウェイラントへの追悼区間のため、同ステージにおける区間記録等の順位付けは行われない。なお、レオパルド・トレックの8名と、ガーミン・サーヴェロのタイラー・ファーラーは、第5ステージを前にリタイアした。
  - 日本競輪学校で、女子第1期生の入学式が男子第101期生の入学式と併せて行われた[185]。
  - 前年の開催限りで廃止となったSSカップみのりの代替レースの意味合いを兼ねた「ナショナルチームカップ」が、当年12月29日、平塚競輪場で開催することが決まった[186]。
- 12日
  - 日本自転車競技連盟は、競輪のGIで史上最高齢（45歳）優勝を達成するなど長くトップ選手として活躍した松本整が自転車競技のナショナルチーム監督に就任したと発表した[187]。
- 13日
  - フランスのスポーツ紙、レキップは、2010年に行われたツール・ド・フランスにおけるUCI内部文書を入手し、ドーピング違反の疑いがある選手について、可能性が最も低い選手の数値を0とした、10段階の評価を掲載した。ちなみに、同レース総合優勝者のアルベルト・コンタドールは5、新城幸也は0だった[188]。またこの内部評価文書について、同レースの責任者、クリスティアン・プリュドムは好意的に評価した[189]。
- 15日
  - 世界アンチ・ドーピング機関(WADA)は、上記のUCIの内部報告書について、自身で独自に調査する意向を示した[190]。
  - ツアー・オブ・カリフォルニア第1ステージが、降雪のため中止となった。日程の順延は行わず、翌16日は予定通り第2ステージを行うことになった[191]。
- 17日
  - エリスロポエチン(EPO)及び、ヒト成長ホルモン(HGH)の組織的な違法販売の取締り捜査を行っているスペイン国家警察は、これまでに26人を逮捕した。この内、自転車関係者も含まれているという[192]。
  - UCI会長、パット・マッケイドは、レキップがくだんの内部文書を公表したことに対して不快感を示した一方で、同文書をWADAに提供し、同機関の調査を支援していく構えを示した[193]。
- 19日
  - アジアBMX選手権決勝が行われ、男子エリートで三瓶将廣が、同ジュニアで長迫吉拓がそれぞれ優勝[194]。
- 20日
  - 元選手のタイラー・ハミルトンは、USポスタル在籍時代に、チームメイトだったランス・アームストロングがEPOを使用している現場を見たと、CBSイブニングニュースのインタビューで告白した[195]。
  - またハミルトンは、当時EPOを使用していたことを認め、2004年のアテネオリンピックの個人タイムトライアルで獲得した金メダルを返上したい意向も示した[196]。
  - CASは、アルベルト・コンタドールに対する公聴会を、当年6月6日から8日までの期間に行う予定とした。裁定については、ツール・ド・フランスの開幕直前までに出したい意向[197]。
- 22日
  - 米・CBSテレビのドキュメンタリー番組である60 Minutesが放送され、1999年から2000年まで、当時ランス・アームストロングとUSポスタルでチームメイトだったフランキー・アンドリューの妻が、アームストロングの薬物使用疑惑についての話を赤裸々に語った[198]。またタイラー・ハミルトンは60 Minutesの中で、アームストロングが総合優勝を果たした2001年のツール・ド・スイスにおいて、国際自転車競技連合(UCI)が、当時USポスタル監督のヨハン・ブリュイネールと共謀し、アームストロングのEPO使用を隠蔽したと告白。これに対し、UCIとブリュイネールは否定した[199]。
- 24日
  - 2004年のアテネオリンピック・個人タイムトライアルで2位だったヴィアチェスラフ・エキモフは、タイラー・ハミルトンの同レース金メダル返上表明を受け、繰り上がりとなった際にはそれを受け入れる構えを示した[200]。
  - 過日EPO陽性反応が確認されたパスクアーレ・ムトに、イタリアオリンピック委員会は2年間の出場停止処分を下した[201]。
- 26日
  - CASは、アルベルト・コンタドール弁護団からの、弁護資料の提出が期限に間に合わないことが明らかになったため、当初予定されていた公聴会開催の延期を決めた[202]。これに対し、コンタドール本人は明言を避けた[203]。
  - ドーピング疑惑騒動に揺れるランス・アームストロングが、自身の弁護団を強化していることが明らかになった[204]。
- 28日
  - 世界アンチ・ドーピング機関(WADA)の事務局長、デヴィッド・ハウマンは、ランス・アームストロングの一連のドーピング疑惑に関連して、昨年夏に、アメリカ食品医薬品局(FDA)のジェフ・ノヴィツキー（en:Jeff Novitzky）に協力を依頼して、アームストロング及びUSポスタルに関する調査を行っていたことを明らかにした[205]。
- 29日
  - ジロ・デ・イタリア最終日が行われ、アルベルト・コンタドールが3年ぶり2度目の総合優勝を決めた[206]。
- 30日
  - WADAの事務局長・デヴィッド・ハウマンは、アルベルト・コンタドールに対する公聴会延期を尊重する構えを示した。これにより、コンタドールへの裁定は、当年のツール・ド・フランス終了後にずれこむ可能性が出てきた[207]。
  - BMC・レーシングは、「マントーヴァ・ドーピング」疑惑により、今月2日より活動停止状態としていたアレッサンドロ・バッランとマウロ・サンタンブロージョの活動を再開させることを公表した[208]。
- 31日
  - 当年のブエルタ・ア・エスパーニャにおけるワイルドカードチームについて、主催者のウニプブリクは、ジェオックス・TMC、スキル・シマノ、コフィディス、アンダルシア・カハ・グラナダの4チームを選出。また、カハ・ルラルを予備チームとしたことも公表した[209]。
  - これまで、A級戦のみ行われてきた、小倉競輪場で開催されているミッドナイト競輪で、7月8日、9日の両日、初めてS級戦が行われることが決まった[210]。
  - イタリア自転車競技連盟会長のレナト・ディ・ロッコは、ドーピング違反履歴のある選手を、自国の国内選手権大会に参加させないことを公表した[211]。
  - アルベルト・コンタドールのCASにおける公聴会を、8月1日から3日に行うこととし、コンタドールは当年のツール・ド・フランスに参加が可能になった。一方、UCIとWADAは、CASにおける裁定如何によっては、2010年以降に獲得したタイトルを剥奪する見通しを言及した[212]。またこれに関連してツール・ド・フランス主催者のアモリ・スポル・オルガニザシオン(ASO)は、コンタドールの参加を止める理由はないと表明[213]。

### 6月
- 1日
  - 経済産業省の諮問機関である産業構造審議会は、収支が悪化している競輪事業の経営効率を高めるため、関連4法人（JKA、日本自転車競技会、車両情報センター、全国競輪施行者協議会）を1法人に集約する考えを示した報告書をまとめた。経済産業省は、2012年1月から始まる通常国会に関連法案の提出を目指す[214]。
  - カハ・ルラルに所属するイニィーゴ・クエスタは、当年のブエルタ・ア・エスパーニャにチームが参加できない（予備チーム扱い）ことを理由に引退する決意を固めた[215]。
  - イタリア自転車競技連盟は、国内選手権におけるドーピング履歴にかかる参加除外対象選手を、2008年8月1日以降に処分が下った者と定めた[216]。
  - ランス・アームストロングの顧問弁護士が、過日の番組内容については事実無根の話だとして、米・CBSテレビに謝罪を要求[217]。
- 2日
  - スイス・アンチドーピング研究所のディレクター、マルティアル・ソジが2010年秋、2001年のツール・ド・スイスにおいて、ランス・アームストロングがEPOを使用していた疑いがあることを、米当局関係者に語っていたことが分かった[218]。
- 5日
  - 第62回高松宮記念杯競輪決勝戦が行われ、深谷知広（愛知）がGI初優勝[219]。深谷は、吉岡稔真が保持していたGI最短優勝記録（デビュー日起算719日）を更新する、同684日で達成。
- 6日
  - WADAのデヴィッド・ハウマン事務局長が、アルベルト・コンタドールに対し、当年のツール・ド・フランス参加を見送るように促していたことを、スペインのAS通信が報じた[220]。
- 7日
  - 2012年のツール・ド・フランス オフィシャルジャージサプライヤーは、ルコックに決定。なお、当年の同大会まではナイキ[221]。
- 8日
  - イタリア自転車競技連盟は、健康問題を理由に、リカルド・リッコを出場保留処分とすることを決定[222]。
- 9日
  - マリオ・アールツが今シーズン終了後、引退を決意[223]。
- 10日
  - イタリアオリンピック委員会は、リカルド・リッコに全世界におけるレース出場禁止処分を下した[224]。
- 12日
  - アジアMTB選手権、クロスカントリーが行われ、男子エリートで山本幸平が同大会同種目3連覇を達成[225]。
  - 全日本自転車競技選手権大会・個人タイムトライアルが秋田県大潟村ソーラースポーツラインで行われ、男子は別府史之が2度目の優勝。女子は萩原麻由子が4連覇を達成[226]。
  - クリテリウム・デュ・ドフィネ最終日が行われ、ブラッドリー・ウィギンスが総合優勝を決めた[227]。
- 13日
  - 1984年のロサンゼルスオリンピック銅メダリストの競輪選手、坂本勉が現役引退を示唆[228]。
- 14日
  - WADAは、アルベルト・コンタドールの事例を受け、クレンブデロールに関する取り扱いを見直す意向を示したが、現在進行形で進められているコンタドールのドーピング疑惑問題に影響を与えるかどうかは、今のところ定かではない。[229]。
- 15日
  - UCIは、ドーピング違反にかかる出場停止処分から解けた選手に対する処遇などを定めた、アンチドーピングにかかる新スキーム作成へ着手。また、ロンドンオリンピック開催に伴い、クラシカ・サンセバスティアンの開催時期移行や、E3・プライス＝ハレルベック(E3 Prijs-Harelbeke、2011年までE3プライス・フラーンデレン)をUCIワールドツアーに昇格させる旨を議論対象とした他、2012年のロードレース世界選手権より、チームタイムトライアル(TTT)を復活させる予定にしているが、個人ロードレースや個人タイムトライアルに出場予定選手とは別個のチーム体制とする見通し[230]。
- 16日
  - UCIは、2012年シーズンのUCIマウンテンバイクワールドカップ及びマウンテンバイク世界選手権の概要を発表し、世界選手権はロンドンオリンピック開催の影響により、現在1大会の中で行われている、クロスカントリー及びエリミネーター、並びに、ダウンヒル及びフォークロスの開催を、それぞれ分離させることにした。また、マウンテンバイク競技の新種目として、エリミネーター(eliminator (XCE) )を実施することも決まった[231]。
- 19日
  - ツール・ド・スイス最終日の個人タイムトライアルが行われ、リーヴァイ・ライプハイマーが前日まで総合首位のダミアーノ・クネゴを逆転し総合優勝[232]。
- 21日
  - UCIが、ドイツのテレビ局、ドイツ公共放送連盟(ARD)と第2ドイツテレビ(ZDF)からの取材を拒否していることが分かった。ドーピング問題に比重が置かれすぎているという理由のため[233]。
- 22日
  - CASは、フランチェスコ・デ・ボニスの訴えについて、UCIのバイオロジカル・パスポートが有効な証拠だとして、これを却下[234]。
- 23日
  - 前日の22日、平7レースで勝利した坂本勉が、このレースをもって引退レースとし、23日引退記者会見を行った。この席上、ナショナルチームの強化委員長を務める中野浩一からの要請を受け、7月1日より日本自転車競技連盟のコーチに就任することが発表された[235]。
  - フランス国内選手権・女子個人タイムトライアルが行われ、52歳のジャニー・ロンゴが同種目11回目の優勝を果たした[236]。
- 24日
  - チーム・HTC - ハイロードのチーム・マネジャー、ボブ・ステイプルトンは、当年のツール・ド・フランス終了後までに新スポンサーが見つからない場合には、チームを解散せねばならない状況にあることを言及した[237]。
  - スペイン裁判所は、2005年のブエルタ・ア・エスパーニャで総合首位で全日程を終了しながらも、その後の検査でEPO陽性が出たとして、同レースの失格及び記録抹消、さらに2年間の出場停止処分が下ったロベルト・エラスに対し、採取されたサンプルが違っていた等の理由につき、エラスに下された処分を取り消す判決を下した。これにより、エラスが2005年のブエルタ総合優勝者として記録される可能性が高まった[238]。
- 26日
  - 全日本自転車競技選手権大会・個人ロードレースが岩手県八幡平で行われ、男子は別府史之[239]が、女子は萩原麻由子[240]がそれぞれ優勝。
  - 世界選手権自転車競技大会バイクマラソン2011が行われ、男子はクリストフ・ザウザー（スイス）[241]が、女子はアニカ・ラングワッド（デンマーク）[242]がそれぞれ優勝。
- 27日
  - 現在のGIを2回優勝した高橋光宏が選手登録を削除され引退[243][244]。
- 28日
  - 世界アンチ・ドーピング機関(WADA)は、ドーピングに関する商品売買禁止について世界税関機構と共闘することで合意した[245]。

### 7月
- 3日
  - 寬仁親王牌決勝戦が行われ、浅井康太がGI初優勝を果たした[246]。
- 4日
  - WADAは、グラクソ・スミスクラインと提携することで合意。ドーピングへの抵触を新薬発売前に未然に防止するための策として[247]。
- 6日
  - ツール・ド・フランス第5ステージの残り約60km地点で大規模クラッシュが発生し、その集団の中にアルベルト・コンタドール、ロベルト・ヘーシンク、トム・ボーネンらがいた[248]。
- 7日
  - 全日本選抜競輪初代優勝者で、現在のGIを通算3回制覇した佐々木昭彦が選手登録を削除され引退。なお、引退記者会見は当年6月30日、武雄競輪場で行われた[249]。
- 10日
  - ツール・ド・フランス第9ステージの102km付近で大規模クラッシュが発生し、アレクサンドル・ヴィノクロフらが途中棄権[250]。
- 11日
  - チーム・HTC - ハイロードのレースディレクター、ブライアン・ホルムが、当年7月1日に導入されたばかりの、UCI規定12.1.040.37に抵触したとしてツール・ド・フランス第7ステージで2度の警告を受けた[251]。
  - ツール・ド・フランス責任者のクリスティアン・プリュドムは、フランス・テレビジョンの中継車が第9ステージの大量クラッシュを引き起こしたとして、同局のテレビクルーを、クラッシュ発生地点にて撤退させたことを明らかにした[252]。
  - アレクサンドル・コロブネフの、ツール・ド・フランス第5ステージ終了後に採取された尿に、利尿剤の陽性反応が確認された[253][254]。
  - プロ自転車選手連合(CPA)会長のジャンニ・ブーニョは、大規模クラッシュが続く当年のツール・ド・フランス前半戦を振り返り、まずは選手の安全確保に努めることが第一であると主張した上で、UCIとの軋轢が続くレース中の無線禁止について、無線がなくなると、事態は一層深刻なものになりかねないと言及した[255]。
- 12日
  - 利尿薬であるヒドロクロロチアジドの陽性反応が確認されたアレクサンドル・コロブネフは、故意に使用した覚えはないと主張[256]。
- 16日
  - 全日本マウンテンバイク選手権大会・ダウンヒル決勝が行われ、女子は末政実緒が12連覇[257]、男子は清水一輝が初優勝[258]。
- 17日
  - 全日本マウンテンバイク選手権大会・クロスカントリー決勝が行われ、女子は片山梨絵が8連覇[259]、男子は山本幸平が4連覇[260]。
- 19日
  - 台風6号の影響を受け、小松島競輪場での記念競輪(GIII)最終日のレースが6レース以降中止打ち切りとなったため、決勝戦が行われなかった[261]。
  - ガーミン・サーヴェロのゼネラル・マネージャー、ジョナサン・ヴォーターズは、テレビ放映権料（テレビマネー）をUCIプロチームに分配することを、ASOに求めた[262]。
- 20日
  - アレクサンドル・コロブネフに、Bサンプルでも陽性反応が確認された[263]。
- 23日
  - ツール・ド・フランス第20ステージの個人タイムトライアルが行われ、総合3位のカデル・エヴァンスが同1位のアンディ・シュレクを逆転しマイヨ・ジョーヌを奪取。初の総合優勝を確定的にした。
  - サマーナイトフェスティバル決勝戦が行われ、神山雄一郎が優勝[264]。
  - スポーツ仲裁裁判所(CAS)は、アルベルト・コンタドールに対する公聴会を8月上旬に実施する他、同じくヤン・ウルリッヒについては8月下旬、ミケル・アスタルロサについては9月中旬にそれぞれ行う予定を示した[265]。
- 24日
  - ツール・ド・フランス最終日が行われ、カデル・エヴァンスがオーストラリア国籍選手として初の総合優勝を果たした[266]。
  - 2014年のツール・ド・フランスのスタート地点が、カタールも視野に入れられていると、ジュルナル・デュ・ディマンシュ(Journal du Dimanche)紙が報じた[267]。
- 26日
  - ジロ・デ・イタリアの新責任者に、アンジェロ・ゾーメニャンが就いた[268]。
  - アルベルト・コンタドールに対するCASでの公聴会が再度延期されることになり、今のところ、11月までに行うということ以外決まっていない[269]。
- 27日
  - BMX世界選手権女子12歳の部で、畠山紗英が優勝[270]。
- 28日
  - スペイン・アンチ・ドーピング機構(AEA)は、ヒドロキシエチル澱粉陽性が確認されたものの、処分保留の状況が続くエセキエル・モスケラの一件について、別の禁止薬物をマスキングする媒体として使用されている可能性はあるものの、ヒドロキシエチル澱粉については、静脈注射時が行われた場合のみ禁止事項とされていることから、それだけをもって処分を下すことは困難であるという見解を示した[271]。
- 30日
  - クラシカ・サンセバスティアンが行われ、フィリップ・ジルベールが優勝[272]。
  - BMX世界選手権・エリート決勝が行われ、女子はマリアーナ・パホン（コロンビア）、男子は、ジョリ・ドデ（フランス）が優勝。

### 8月
- 1日
  - 当年のツール・ド・フランス第7ステージで鼻、鎖骨を骨折し、脳震盪もみられたクリス・ホーナーが、肺血栓塞栓症との診断を受けた[273]。
- 2日
  - ロマン・シカールの片脚の筋力が弱っていることが判明したが、原因がいまだ特定されていない[274]。
- 3日
  - アルベルト・コンタドールは今後、当年度の残余のレースには出場しないこととなり、ツール・ド・フランスをもって今シーズンの活動が終了した[275]。
  - ドーピング違反にかかる2年間の活動停止処分を終えたミケル・アスタルロサが、ブエルタ・ア・ブルゴスで復帰[276]。
- 4日
  - チーム・HTC - ハイロードの今シーズン限りの解散が決定[277]。
- 6日
  - ツール・ド・ポローニュ最終日が行われ、ペーター・サガンがボーナスタイムを利してダニエル・マーティンを逆転し総合優勝[278]。
- 7日
  - 第27回読売新聞社杯全日本選抜競輪決勝戦が行われ、伏見俊昭が優勝[279]。
- 13日
  - 第26回ユニバーシアード・男子個人ロードレースで、山本元喜が3位に入った[280]。
  - アスタナ・チームは、当年7月26日、ニース〜モナコ間の高速道路で、飲酒運転及びスピード違反（制限速度110km/hのところ、203km/h程度出していたため、フランス警察当局に取り押さえられた。）を犯したヴァレンティン・イグリンスキーに対し、月給10％程度分の罰金を科した[281]。
- 14日
  - エネコ・ツアー最終日が行われ、エドヴァルド・ボアソン・ハーゲンが総合優勝[282]。
  - クルトアスル・アルヴェセンが、今シーズン限りで引退することを表明[283]。
- 15日
  - ベルギーのヘントで、ワウテル・ウェイラントの名を頂く陸上競技場がオープン[284]。
  - フロイド・ランディスが、アルベルト・コンタドールの元コーチであるペペ・マルティは薬物密売人であったとした、「爆弾発言」をまたおこなった[285]。
- 19日
  - 第26回ユニバーシアード・女子ポイントレースで、上野みなみが3位に入る[286]。
  - フィリップ・ジルベールが来シーズン、BMC・レーシングチームに移籍することが決まった[287]。
  - 2002年のブエルタ・ア・エスパーニャ総合優勝者、アイトール・ゴンサレスが、2人の兄と共謀して、架空の領収書を使って銀行から1500ユーロを詐取したとして逮捕される[288]。
  - 前年のブエルタ・ア・エスパーニャで総合2位に入った、エセキエル・モスケラの当年のブエルタ・ア・エスパーニャ不参加が決まった[289]。
- 21日
  - ヴァッテンフォール・サイクラシックスが行われ、エドヴァルド・ボアソン・ハーゲンが優勝[290]。
- 27日
  - 再三延期されていた、スポーツ仲裁裁判所(CAS)のアルベルト・コンタドールに対する公聴会を当年11月21日〜24日に、スイスのローザンヌで行うことを決定した[291]。
- 28日
  - GP西フランス・プルエーが行われ、グレガ・ボレが優勝。別府史之が8位に入った[292]。
- 29日
  - イタリアのマントーヴァ警察が押収した録音記録に基づき、ミカエル・ラスムッセンが2009年に点滴ドーピングを行っていたとする一件で、ラスムッセンに対する公聴会をイタリアオリンピック委員会が開催。ラスムッセンは異議を唱え、関与を否定した[293]。
- 31日
  - E3プライス・フラーンデレン＝ハレルベック(E3プライス・フラーンデレン)が、UCIワールドツアー2012の対象レースになることが決まった[294]。
  - 伊豆ベロドロームで、当年10月29日に杮落としとなるイベントに、テオ・ボス、ジョヴァンニ・ヴィスコンティ、ニコール・クックらが参加する予定[295]。

### 9月
- 1日
  - ワウテル・ウェイラントのガールフレンドだった女性が女児を出産[296]。
- 3日
  - マウンテンバイク世界選手権クロスカントリーが行われ、男子はヤロスラフ・クルハヴィー（チェコ）、女子はキャサリン・ペンドレル（カナダ）が優勝。またフォークロス決勝も行われ、男子はミハル・プロコップ（チェコ）が、女子はアネク・ベールテン（オランダ）が優勝。
  - 第54回オールスター競輪（岐阜競輪場）4日目の開催が、台風12号の影響を受け中止、翌日以降に開催を順延[297]。
- 4日
  - マウンテンバイク世界選手権・ダウンヒル決勝が行われ、男子はダニー・ハート（イギリス）が、女子はエムリーヌ・ラゴ（フランス）が優勝。
- 5日
  - 第54回オールスター競輪決勝戦が行われ、浅井康太（三重県）が2度目のGI制覇を果たした[298]。
- 6日
  - 競輪場外車券売場の江田サービスセンター（徳島県小松島市）が、当年10月10日の発売を最後に廃止、閉鎖されることになった[299]。
- 7日
  - ブライアン・ニガードが、レオパルド・トレックのゼネラル・マネージャー職を離れていることが分かった[300]。
  - イタリアオリンピック委員会は、リカルド・リッコに対する公聴会を当月14日に開催することを決めた[301]。
- 8日
  - ブエルタ・ア・エスパーニャ2012のスタート地点を、パンプローナにすることを決めた[302]。
  - UCIアジアツアー1.2カテゴリのインディアナ・サイクロソンが、当月7日、デリー市内の高等裁判所付近で発生したテロ爆撃事件（en:2011 Delhi bombing）の影響を受け、開催中止を余儀なくされた[303]。
  - 日本自転車競技連盟は、チーム種目の普及振興に一定の成果をあげてその役割を果たしたと判断し、全日本チーム対抗自転車競技大会を発展的解消とした上で廃止するため、当年11月3日に予定されていた同大会を実施せず、新たに「全日本オムニアム選手権大会」を設け、同大会を当年10月に開催されるトラックレースの全日本自転車競技選手権大会にて行うことを公表した[304]。
- 9日
  - グランプリ・シクリスト・ド・ケベックが行われ、フィリップ・ジルベールが優勝。
  - フランス自転車競技連盟は、ジャニー・ロンゴが過去に3度のドーピング未報告事例があったとして、出場停止処分を検討していることを明らかにした[305]。これに対しロンゴは、自分は世界で最もドーピングテストを受けた選手であると主張した上で、同競技連盟の動向を注視する構え[306]。
  - UCIは、クリテリウム方式によるステージレースを、2.2カテゴリとして認める方針を打ち出した[307]。
- 11日
  - ブエルタ・ア・エスパーニャ最終日が行われ、フアン・ホセ・コーボが総合優勝を決めた[308]。
  - グランプリ・シクリスト・ド・モンレアルが行われ、ルイ・コスタが優勝[309]。
  - ACCトラックアジアカップ、女子オムニアムで、加瀬加奈子が優勝[310]。
- 13日
  - レキップは、アメリカの元自転車選手、ジョセフ・M.パップが、ロンゴの夫とコーチがエリスロポエチン(EPO)を購入していたとする話をしていたことを報じた[311]。これに対し、夫のパトリス・チプレッリは、レキップの報道を否定した[312]。
- 14日
  - シリル・デセルが引退を表明[313]。
- 15日
  - カルロス・サストレが引退を表明[314]。
  - チーム・HTC - ハイロードは、アレックス・ラスムセンが、競技外ドーピングテストを受けなかった[315]ため、デンマーク自転車競技連盟より内示で、2年間の出場停止処分を提示されていることを受け、契約を打ち切った[316]。
  - リカルド・リッコは、イタリアオリンピック委員会の公聴会で、輸血ドーピングの関与を否定[317]。
- 17日
  - アレックス・ラスムセンは2012年シーズン、ガーミン・セルヴェロへ移籍することが決まっていたが、過日のドーピング問題により、契約取り消しとなった[318]。
- 20日
  - ロードレース世界選手権・女子個人タイムトライアルが行われ、ユーディト・アルント（ドイツ）が優勝[319]。
- 21日
  - ロードレース世界選手権・男子個人タイムトライアルが行われ、トニー・マルティン（ドイツ）が優勝。一方、同大会同種目出場機会4連続優勝中のファビアン・カンチェラーラは3位に終わった[320]。
  - 台風15号の影響により、川崎競輪場、大垣競輪場、松阪競輪場での開催が中止・順延になった他、場外発売にも影響が出た[321]。
- 24日
  - ロードレース世界選手権・女子個人ロードレースが行われ、ジョルジャ・ブロンツィーニ（イタリア）が2連覇を達成[322]。
- 25日
  - ロードレース世界選手権・男子個人ロードレースが行われ、マーク・カヴェンディッシュ（イギリス）が優勝[323]。
- 27日
  - 過日、ヒドロキシエチル澱粉の陽性反応が出たオスカル・セビーリャに対し、スペイン自転車競技連盟は6ヶ月間の出場停止処分を下した[324]。
  - 観音寺市議会は、2007年度から5年間に亘り行ってきた観音寺競輪場の事業収支改善策が当年度限りで切れることを受け、同計画終了後も競輪事業を継続するには、老朽化の激しい施設の大規模改修など多額の経費がかかる見込みで、さらに開催日数を削減したり、交付金の大幅な増額などがない限り収益の確保は難しいと結論付け、競輪事業の本場開催からの撤退を求める決議案を賛成多数で可決した[325]。
  - UCI会長、パット・マッケイドは、サイクリングニュース・ドット・コム（cyclingnews.com）とのインタビューの中で、すべての選手に対し、マイクロドージング[326]に対する警告を促した[327]。
  - UCIワールドツアー2012の日程が決まった[328]。
  - 世界アンチ・ドーピング機構(WADA)が、2012年度の使用禁止薬物を発表[329]。
- 28日
  - スキルは、今季限りでコンチネンタルプロチームからの撤退を表明。スキル・シマノの名称は今季で終了となるが、スキルに代わるスポンサーを、3年契約を条件に現在選定中であることを明らかにした[330]。
  - スイスのトリスタン・マルゲが、当年のコペンハーゲン6日間レースで採取されたプソイドエフェドリンの陽性反応が当月20日にBサンプルでも確認されたとして、出場停止となった[331]。
  - イゴル・ゴンサレス・デ・ガルデアノが、今シーズン限りでエウスカルテル・エウスカディのゼネラル・マネージャーを退任[332]。
- 29日
  - 伊豆ベロドロームの竣工式が行われた[333]。
- 30日
  - 中国のチャンピオン・システムが、2012年シーズンよりコンチネンタルプロチーム入りすることが決定[334]。

### 10月
- 4日
  - AG2R・ラ・モンディアルが2012年シーズン、プロフェッショナルコンチネンタルチームに降格される可能性があることが分かった[335]。
- 5日
  - 別府史之が2012年シーズンより始動する新チーム、グリーンエッジと契約[336]。
  - 2012年のジロ・デ・イタリアでは、デンマークで3ステージ行われることが発表された[337]。
  - UCIは、2012年シーズンのUCIプロチーム候補リストを公表。これによると、グリーンエッジ(GreenEdge)、ロット - リドリー(Lotto-Ridley)、オメガ・ファーマ - クイックステップ(Quick Step)、1T4I（スキル・シマノより改称）が新たに加わる一方、ガーミン・セルヴェロが除外されているが、手続き書類に不備があるものと考えられている。また、現時点では、現 UCIプロチームのチーム・モビスターと、同コンチネンタルプロチームのジェオックス・TMCも承認されていないことが分かった[338]。
- 6日
  - UCIは、長期に亘ってくすぶっている、レース中の無線使用禁止問題に関し、ツアー・オブ・北京をボイコットするチームが出る可能性を払拭するべく、グローバル・サイクリング・プロモーション(Global Cycling Promotion、略称：GCP)が参加予定チームに圧力をかけていたという話があったことについて、事実無根の話だとして否定した[339]。
  - スポーツ仲裁裁判所(CAS)は、過去にドーピング違反により出場停止処分を受けた選手が自国のオリンピック代表選手になれないとしていた、2008年に国際オリンピック委員会(IOC)が定めた『大阪ルール』には、法的拘束力はないとする裁決を下した[340]。しかしイタリア自転車競技連盟(FCI)は7日、CASのこの裁決にもかかわらず、ドーピング違反歴のある選手は自国の代表選手にはしない方針を貫くことを決めた[341]。
- 8日
  - アレクサンドル・ヴィノクロフが、シーズン最終盤のクロノ・デ・ナシオンで復帰し、来年度も現役続行する意思を固めた[342]。
- 9日
  - ツアー・オブ・北京最終日が行われ、トニー・マルティンが第1ステージから総合首位を守り、初代総合優勝者となった[343]。
- 10日
  - ツール・ド・フランス2012の日程が発表される[344]。
  - 共同通信社杯秋本番決勝が行われ、小野俊之が優勝[345]。
  - イギリス自転車競技連盟は、2008年北京オリンピックの金メダリスト、レベッカ・ロメロを代表選手から外すことを決めた[346]。
- 12日
  - イタリアオリンピック委員会(CONI)が、リカルド・リッコに12年間の出場停止処分を求めると表明[347]。
  - ジャニー・ロンゴが、守秘義務違反だとして、AFLDを訴える構えを見せていることが分かった[348]。
- 13日
  - 世界アンチ・ドーピング機関(WADA)はCASに対し、フィリップ・ニールセン（デンマーク）のクレンブデロール陽性反応は、メキシコで摂取した食肉に起因するものだとして、処分撤回を申し出た[349]。
- 14日
  - 伊豆ベロドロームの杮落し開催となる、全日本自転車競技選手権大会トラックレースが開幕。
- 15日
  - ジロ・ディ・ロンバルディアが行われ、オリヴァー・ツァウグが優勝[350]。
- 16日
  - ジロ・デ・イタリア 2012の日程が発表される[351]。
  - 全日本自転車競技選手権大会トラックレースが終了。男子の新田祐大（スプリント、ケイリン、チームスプリント）、女子の前田佳代乃（スプリント、チームスプリント、500mタイムトライアル）がそれぞれ三冠を達成。
- 19日
  - カナダスポーツ倫理センター(CCES)は、エリスロポエチン(EPO)陽性のアルノー・パピヨンに2年間の出場停止処分を下した[352]。
- 20日
  - 日刊スポーツの調べによると、存廃問題が取りざたされている向日町競輪場について、当年4月〜9月までの上半期の収支が、大津びわこ競輪場の廃止による客の流入などもあり、黒字となっていることが分かった。これにより、向日町競輪は2012年度も引き続き開催される公算が強くなった[353]。
  - 合衆国アンチドーピング機構(USADA)は、当年6月12日に、アナボリックステロイドとアンフェタミンの陽性反応が出たフアン・パブロ・ドッティに、当年8月11日から2年間の出場停止処分を下した[354]。
- 21日
  - USADAは、中国の代理店を通じて広く禁止薬物を売買していたとして、ジョー・パップに当初永久追放処分を下していたが、その後捜査等に協力的だったとして8年間（2015年8月31日まで）の出場停止処分に軽減することを決し、パップもこれを受け入れた[355]。
  - 宮澤崇史が2012年シーズン、チーム・サクソバンク - サンガード入りすることが決定[356]。
- 22日
  - ジャパンカップクリテリウムが行われ、スティール・ヴォン・ホフが優勝[357]。
  - ドーピング違反により出場停止処分となったアルノー・パピヨンのチームメイト、ミゲル・アグレダ・ロハス（ペルー）がEPO使用を認めたが、パピヨンとの共謀は否定した[358]。
- 23日
  - ジャパンカップが行われ、ネイサン・ハースが優勝[359]。
- 24日
  - 当年7月にドーピング違反にかかる出場停止処分が解けたトーマス・デッケルが、WADAへの情報提供に努めながら、ガーミン・セルヴェロからの契約を待っている状況であることが分かった[360]。
  - 当年開催のヤンググランプリの出場選手が決定[361]。
- 25日
  - UCIは、現時点で15のUCIプロチーム対象チームを公表[362]。
  - フロイド・ランディスの2006年のツール・ド・フランスにおけるテストステロン陽性を調査した、フランスのシャトネイ＝マラブリ研究所が、トロイの木馬によるハッキング被害を受けていたことを受け、検察側は、ランディスとそのコーチの仕業だとして、ランディスに18ヶ月の懲役を求刑した。しかしランディスは、ハッキング加害については否定している[363]。
- 26日
  - グルノーブル裁判所は、ジョー・パップから禁止薬物を購入していたとして、当年9月中旬より身柄を拘束されていた、ジャニー・ロンゴの夫であるパトリス・シプレリを保釈することを決定[364]。
- 27日
  - スペイン自転車競技連盟は自国の各メディア関係者に対し、長期間処分保留状態が続くエセキエル・モスケラに2年間の出場停止処分を提示していたことを明らかにした[365]。
  - ヴェロ・ドールの選定が行われ、フィリップ・ジルベールに授与することが決定[366]。
  - ガゼッタ・デロ・スポルトによると、リカルド・リッコが26日、モデナの調査官から当年2月に緊急入院した時のことに関する事情聴取を受けていたことについて、注射注入は自身で行い、緊急入院した際のときのことは覚えていないと述べた、と語った[367]。
  - USADAは、42歳のマスターズ選手、マイケル・ミラーに、メチルヘキサンアミンの陽性反応が確認されたことを公表[368]。
- 28日
  - イタリアオリンピック委員会(CONI)は、ダミアーノ・カルーゾ（リクイガス・キャノンデール）に、禁止薬物売買の疑いがあるとして、世界アンチ・ドーピング機関(WADA)の2.8条項違反により、出場停止を求める方針を固めた[369]。
- 29日
  - カルロス・サストレが、スペインのオビエドで行われたクリテリウムレースを最後に、現役生活にピリオドを打った[370]。
- 30日
  - 全日本BMX選手権大会が、広島県の土師ダムで行われ、長迫吉拓が優勝[371]。
- 31日
  - UCIは、ロンドンオリンピックにおける男子ロードレースの各国の参加選手数の割り当てを発表した[372]。これによると、日本は個人ロードレースで2、個人タイムトライアルで1が割り当てられ、個人ロードレースについて、日本自転車競技連盟は、別府史之を内定選手とすることを決めた[373]。

### 11月
- 1日
  - UCIは、英国アンチドーピング(UKAD)とともに、バイオロジカル・パスポートのデータを共有することを表明[374]。
- 3日
  - 加瀬加奈子、田畑真紀、上野みなみの3人で挑んだ女子日本団体追抜チームが、UCIトラックワールドカップ2011-2012第一戦のアスタナ大会予選で3分34秒704の日本記録を樹立[375]。
- 4日
  - インドア世界選手権（世界室内自転車競技選手権 鹿児島大会）が鹿児島アリーナで開幕（6日まで開催）[376]。
  - イタリアオリンピック委員会(CONI)は、マントーヴァ・ドーピングに関与した疑いで、スポーティング・ディレクターのロリス・タリアピエトラとマリアーノ・ピッコリ及び、アンドレア・メナパーチェ、エンリコ・マントヴァーニ、アンドレア・ガラルディーニの3選手を処分する方針[377]。
- 5日
  - ブエルタ・ア・エスパーニャ2012について、翌年1月頃に日程が発表される運びだが、チームタイムトライアルの実施と、ボラ・デル・ムンドを最高点の峠とすることが決まった[378]。
- 8日
  - フランス自転車競技連盟(FFC)は公聴会を行い、ジャニー・ロンゴ本人は出席しなかったものの、同人の弁護士が出席し、フランス・アンチドーピング機関(AFLD)は、ロンゴの居住場所を誤って公表したと主張[379]。
- 9日
  - 観音寺競輪場が2012年3月末で廃止されることが正式に発表された。4月以降は岸和田市が場外車券売り場として運営する見通し[380]。
- 10日
  - バーミューダ自転車競技連盟は、EPO陽性反応が出たイギリスのダミアン・シャープに2年間の出場停止処分を下した。出場停止期間は2013年8月17日まで[381]。
- 11日
  - 実働現役最高齢の競輪選手、西村康博が、当日行われた武雄競輪第7レース（4着）を最後に現役を引退。当月17日に選手登録が削除された[382]。
- 14日
  - スポーツ仲裁裁判所(CAS)は、アルベルト・コンタドールに対する裁決について、翌週に行われる公聴会の実施から約8週間後にあたる、2012年1月頃に下す見通しを述べた[383]。
- 15日
  - 自転車メーカーのキャノンデールは、日本に、『キャノンデール・スペース・ゼロ・ポイント』（Cannondale Space Zero Point）というコンチネンタルチームを新たに設立することを公表[384]。
  - ル・モンド紙が、オペラシオン・プエルトの余波をFCバルセロナが受けていたとする報道は虚偽だとして同チームから訴訟されていた裁判で、15000ユーロの罰金を支払うことで決着した[385]。
- 16日
  - チーム・サクソバンク - サンガードのセカンドスポンサーであるサンガードが撤退することを受け、2012年シーズンより、『チーム・サクソバンク・プロフェッショナル・サイクリングチーム』(Team Saxo Bank Professional Cycling Team)として活動する見通し[386]。
- 17日
  - スペイン自転車競技連盟は、エセキエル・モスケラに、2年間の出場停止処分を下すことを正式決定する見通し[387]。
  - ビャルヌ・リースは、サンガードが撤退することを受け、長期的観点から考えて、サクソバンク単独運営では資金面の捻出が困難になる恐れがあることを踏まえ、単年度契約できるセカンドスポンサーの選定を進める意向を示した[388]。
  - デンマーク自転車競技連盟(DIF)は、18ヶ月の間に3回、競技外のドーピング検査を受けなかった事例があったとして、チーム・HTC - ハイロードを解雇されたアレックス・ラスムセンに対し、報告漏れ事例には該当しないという結論を下した[389]。
- 18日
  - 当月26日、新潟県阿賀野市に所在する、競輪場外車券売場のサテライト阿賀野がオープンすることが決まった。なお、ボートレース（競艇）場外発売所、ミニボートピア阿賀野も併設される[390]。
- 19日
  - USADAは、競技外ドーピング検査済みサンプルの提出を拒否したとして、マスターズ選手のマイケル・ダイアモンドに2年間の出場停止処分を下した[391]。
- 21日
  - アルベルト・コンタドールに対するCASの公聴会がスイス、ローザンヌで開始された[392]。
  - 2012年1月〜3月までのミッドナイト競輪の日程が発表される。新たに前橋競輪場が加わり、同競輪場での初開催が、2月2日、3日の両日行われることが決まった[393]。
  - 2012年シーズンのUCIプロチームについて、内示は出ているものの、現時点で未承認となっているグリーンエッジとレディオシャック・ニッサン（旧 レオパルド・トレック）を除く16チームが決定。FDJが2年ぶりに復帰[394]。
- 22日
  - ドーピング未報告事例が過去に3件あったとして、フランス自転車競技連盟(FFC)より出場保留処分を受けていたジャニー・ロンゴに対し、フランス・アンチドーピング機関(AFLD)からのリストにそのような事例はなかったとして、不問に付されることになった[395]。
  - フランス控訴裁判所はリカルド・リッコに対し、2008年のツール・ド・フランスにおけるCERA陽性に対し、2ヶ月の執行猶予付懲役刑並びに、3000ユーロの罰金刑を言い渡した[396]。
- 23日
  - ディオン・マイケル・ロックに、当年10月23日に行われたツアー・オブ・ハイナン第4ステージ後に採取された尿サンプルを調べたところ、フェンテルミン（en:Phentermine）の陽性反応が確認された[397]。
  - CASの、アルベルト・コンタドールに対する公聴会に、かつてのチームメイトであったパオロ・ティラロンゴとベンハミン・ノバルが証人として証言台に立ったが、詳細な内容については両者ともコメントを差し控えた。コンタドール本人に対する尋問は、24日午前中より行われる予定[398]。
- 24日
  - 世界アンチ・ドーピング機関(WADA)は、新しい所在システムを開発したことを発表[399]。
  - アルベルト・コンタドールは自身の公聴会で15分間に亘って供述し、食肉汚染によるものだという主張を貫いた[400]。
  - 当年12月1日より、山口県宇部市に所在する、競輪場外車券売場のサテライト宇部がオープンすることが決まった[401]。
- 26日
  - カザフスタンの政党、ヌル・オタン党（en:Nur Otan）は、2012年1月15日に執行される予定の同国総選挙に向けて、アレクサンドル・ヴィノクロフを候補者リストの一人として挙げた[402]。
- 28日
  - EPO陽性が確認されたミゲル・アグレンダに対し、カナダ自転車競技連盟は2年間の出場停止処分を下した[403]。
  - UCIは、数週間後にバイオロジカル・パスポートの解析結果を公表すると発表[404]。
  - 1976年の日本選手権競輪優勝者、新井正昭が選手登録削除され引退。
- 30日
  - 1983年のオールスター競輪優勝者で、世界選手権自転車競技大会トラックレースで2個のメダルを獲得した菅田順和が、平競輪4レース終了後、現役引退表明を行った[405]。なお、菅田は当年12月13日付で競輪選手登録を抹消された。
  - CASは、スイスアンチドーピングが、DNA結果により、ヤン・ウルリッヒが2006年に発生したオペラシオン・プエルトに関与しているとの訴えに対し、そのような事実には該当しないとの裁決を下した[406]。

### 12月
- 4日
  - 第53回朝日新聞社杯競輪祭決勝が行われ、長塚智広がGI初優勝を果たした[407]。
  - JKAは、上記競輪祭決勝戦までの結果を受け、当年12月30日に平塚競輪場で行われるKEIRINグランプリ2011の出場9選手を発表[408]、深谷知広、浅井康太、長塚智広、成田和也の4人がKEIRINグランプリ初出場を決めた。
  - 加えてJKAは、上記のKEIRINグランプリ2011出場選手発表を受け、当年12月27日から原則翌年12月26日まで適用される、2012年度S級S班選手についても発表[409]。上記のKEIRINグランプリ初出場となる4人と、村上義弘、伏見俊昭、山口幸二、武田豊樹、佐藤友和の、KEIRINグランプリ2011に出場する5名を加えた計9名を選出した。
  - 過去に2度のKEIRINグランプリ出場を経験している池尻浩一が、当日執行された福岡県の広川町議会議員選挙において、ただ一人1000票を超える得票数を記録しトップ当選[410]。競輪選手に加え、同町町議会議員としても活動することになった[411]。
- 5日
  - UCIは、2012年度のUCIプロチーム参加への内示を受けながら、未承認となっていたグリーンエッジとレディオシャック＝ニッサン（現 レオパルド・トレック）の2チームを正式に承認。これで、全18のUCIプロチームが出揃った[412]。
  - 世界アンチ・ドーピング機関(WADA)の事務局長、デヴィッド・ハウマンは、フロイド・ランディスが前年11月、国際自転車競技連合(UCI)とヨハン・ブリュイネールが共謀してランス・アームストロングのドーピング使用実績を隠蔽したとの話をドイツのテレビ局にて告白した件について、そのような可能性があると言明[413]。
- 6日
  - 2012年度（平成24年度）の競輪GP、GI、GII、GIIIの開催日程が発表された[414]。
  - ツール・ド・フランスの運営責任者、クリスティアン・プリュドムは、100回目の開催となる2013年のツール・ド・フランス2013の「グラン・デパール」（最初のステージのスタート地点）を、イタリアのコルシカ島とすることを発表した[415]。
- 7日
  - 競輪の当日開催中ないし開催予定場全てで、車両情報センターのシステム障害により、レース途中ないし全レース発売中止を余儀なくされ、開催打ち切りないし順延となる事態が発生[416][417]。なお、翌8日の開催は行われる予定だが、システム障害の影響を受けている北陸銀行及び高知銀行の当該利用者は、電話及びインターネット投票及び出入金できない[418]。なお、2011年の自転車競技#競輪システム障害問題も参照のこと。
  - スイスの雑誌、リユストル(L'Illustre)は、アレクサンドル・ヴィノクロフが優勝した2010年のリエージュ〜バストーニュ〜リエージュにおいて、同レース2位のアレクサンドル・コロブネフに10万ユーロを後で支払うからとして、勝ちを譲るように仕向けたという記事を公表。加えて、ヴィノクロフとコロブネフとの間で、この件に関するメールのやりとりもあったという話も述べている。これに対し、ヴィノクロフは断固否定。またコロブネフは、そのような話をヴィノクロフから受けたが、自分は拒否したと言明[419][420]。
- 8日
  - UCIは、上記のやりとりの有無についての調査に乗り出す方針[421]。
- 11日
  - 全日本シクロクロス選手権大会が行われ、男子は竹之内悠が、同大会9連覇中の辻浦圭一を僅差で破り初優勝。女子は豊岡英子が7連覇を達成した[422]。

- 14日
  - イタリアオリンピック委員会(CONI)は、世界アンチ・ドーピング機構(WADA)の2.8条項に違反したとして、アンドローニ・ジョカットーリのチームマネージャー、ジャンニ・サヴィオに対し、4年間の活動停止処分を求めた[423]。

- 15日
  - 競輪選手、櫻川雅彦（日本競輪学校第99期生）が、世界陸上選手権で2個のメダルを獲得した、現マラソン、駅伝の解説者、千葉真子と同月8日に婚姻届を提出していたことが明らかになった[424]。

- 16日
  - 日本競輪学校第103期（男子）、第104期（女子）のそれぞれ合格発表が行われ、男子では、スピードスケートで冬季オリンピック2大会連続出場を経験した杉森輝大ら36名、女子はガールズケイリンで活躍した石井寛子ら20名が合格した[425]。また、男子の適性試験で、現在大阪在住で、ペルー国籍のニエト・カチケ・カルロス・リカルドが合格したことも発表された[426]。
  - 経済産業省は、競輪とオートレースの的中投票券の払戻率を引き下げる（逆に言うと、控除率(テラ銭)の引き上げ）方針を固めた。素案では、現在75％の払い戻し率を70％にすることが検討されており、同省では、自治体など運営側の裁量が増え、収支改善につながると見ている。なお、この素案については、2012年ゝ明け早々より開会される通常国会に提出される見通し[427]。
  - 当月14日にCONIから4年間の活動停止を求められたジャンニ・サヴィオについて、アンドローニ・ジョカットーリは、同チームの前身名時代に所属していた元選手のルカ・デ・アンジェーリの証言は信用できないとして、サヴィオがドーピングに関与した事実はないと表明[428]。
  - ACCトラック・アジアカップがマレーシアのクアラルンプールで18日まで開催され、個人追抜の西谷泰治と、女子団体追抜で優勝[429]。

- 17日
  - フランク、アンディのシュレク兄弟主演の映画、「The Road Uphill（ザ・ロード・アップヒル）」が、ルクセンブルク国内の映画館で封切りされる[430]。

- 19日
  - フィリップ・ジルベールが3年連続でベルギー スポーツマンオブザイヤーを受賞[431]。
  - 鹿児島県薩摩川内市に所在する、サテライト薩摩川内が、当月22日よりオープンすることが決定[432]。

- 20日
  - KEIRINグランプリ2011の枠順が決まった[433]。

- 21日
  - スポーツ仲裁裁判所(CAS)は、アルベルト・コンタドールに対する裁決を、翌2012年1月15日〜20日の間に下すことを表明[434]。
  - 1982年のオールスター競輪優勝者、松村信定が、当日行われた高知第5レースを最後に現役引退。同レース終了後に引退セレモニーが行われた[435]。
  - KEIRINグランプリ2011当日、国家独唱を行う予定だった歌手の西城秀樹が脳梗塞再発で緊急入院することになったため、同イベントは中止と決まった[436]が、同月25日、その代役として、Every Little Thingの持田香織が務めることになった[437]。

- 22日
  - 当年のロードレース世界選手権優勝者、マーク・カヴェンディッシュが、イギリスのスポーツ最優秀選手賞にあたる、BBC スポーツパーソナリティ オブザイヤーを受賞した[438]。
  - 日本競輪学校女子第1期生生徒の一人に、当月20日の居室点検の際、同校では禁止事項となっている携帯電話と充電器の所持が発覚したことから、停学4カ月の処分が下った。同校女子第1期生は、2012年3月に卒業予定となるため、当該生徒は今期の卒業が不可能となった。また一身上の都合を理由に、別の女子生徒一人が退学していたことも明らかになった[439]。

- 23日
  - ベルギーのヘント労働裁判所は、2007年にドーピング違反のため契約打ち切りとなり、プレディクトール・ロット（後のオメガファーマ・ロット）を解雇されたビェルン・ルクマンスに対する未払い賃金があったとして、約15万ユーロを支払うよう命じた[440]。
  - サーヴェロが、オランダのポン・ホールディングス・BV傘下に入ることが合意された[441]。

- 28日
  - ヤンググランプリ2011が行われ、柴田竜史が優勝[442]。
  - 平塚競輪場で、第8レース終了後に車券システム、払い戻しを管理するシステムに障害が発生し、平塚本場ほか同系列のサーバーに属する玉野競輪場と6箇所の競輪場外車券売場の発売、払い戻し機が全台停止したため、第9レース以降の発走時刻が最大で35分遅れるトラブルが発生した[443][444]。

- 30日
  - KEIRINグランプリ2011が行われ、43歳の山口幸二が13年振り2度目の優勝。また、同レース史上最年長優勝記録を更新し、同レース史上初の40歳代優勝選手となった[445]。
  - グランプリのレース中、落車した村上義弘が自転車を携えてゴールに向かっている最中に、武田豊樹ファンと自称する少年2人がバンク内に乱入。2人はすぐに取り押さえられたものの、武田は主催者に対し、『刺されるかと思った！前代未聞だ！管理がなってない！』と激怒し、レース後に行われた表彰式出席を拒否した[446][447]。
  - 表彰式終了後、女性カメラマンが場内を回ったカートにひかれ、大腿骨骨折などの大怪我に見舞われる[448]。

## 死去
- 1月2日 - エミール・マソンJr.[449]（ ベルギー・ロードレース選手、*1915年）
- 1月14日 - ペーター・ポスト[450]（ オランダ・ロードレース&トラックレース選手、*1933年）
- 2月11日 - フェドル・デン・ヘルトフ[451]（ オランダ・ロードレース選手、*1946年）
- 5月9日 - ワウテル・ウェイラント（ ベルギー・ロードレース選手、*1984年）
- 5月22日 - ヤン・デルクセン[452]（ オランダ・トラックレース選手、*1919年）
- 5月23日 - シャビエル・トンド（ スペイン・ロードレース選手、*1978年）
- 8月2日 - アッティリオ・パヴェージ（ イタリア・ロードレース選手、*1910年）
- 12月5日 - ジョルジュ・タルブルデ（ フランス・ロードレース選手、*1951年）
- 12月15日 - ギー・イニョラン（ フランス・ロードレース選手、*1936年）